# Thereza Santos
Jaci dos Santos mais conhecida como Thereza Santos, (Rio de Janeiro, 7 de julho de 1930 — Guarapuava, 19 de dezembro de 2012) foi uma escritora, atriz, dramaturga, professora e ativista brasileira pelos direitos de mulheres e homens e pelo Movimento Negro no Brasil, por mais de 50 anos.

## Biografia
Nascida no bairro carioca de Santa Teresa, ela decidiu ir para o exílio na África depois de ser presa no início dos anos 1970 por sua participação no Partido Comunista Brasileiro, lá, ela participou ativamente do movimento de libertação da Guiné-Bissau e de Angola, onde colaborou em projetos de desenvolvimento cultural e alfabetização.
Ingressou na Faculdade Nacional de Filosofia (atual UFRJ) e tornou-se integrante da União Nacional dos Estudantes (UNE). Nessa efervescência intelectual, começou a fazer teatro de rua, com perspectiva no engajamento político.
Na década de 1960, começou a participar, no Brasil, do Movimento pela Libertação dos Povos Africanos de Expressão Portuguesa. Por sua relação com o PCB, foi presa nos anos 1970. Ao ganhar liberdade, Thereza deixou o Brasil e optou por morar no continente africano, durante aproximadamente cinco anos, onde trabalhou como educadora, contribuindo para a reconstrução cultural de Angola, Cabo Verde e Guiné-Bissau.
Thereza integrou o Teatro Experimental do Negro (TEN), do Rio e depois de São Paulo. No final da década de 1960, participou como cofundadora do Centro de Cultura e Arte Negra (Cecan). Na década de 1970, durante a ditadura militar, juntamente com o sociólogo Eduardo de Oliveira, escreveu e encenou a peça E agora falamos nós, iniciativa esta considerada uma das primeiras peças teatrais para um grupo exclusivamente formado por negros e negras. Cabe salientar que este foi um dos principais trabalhos da carreira de Thereza como atriz.
Na década de 1980, foi a primeira negra a ser nomeada para o Conselho Estadual da Condição Feminina de São Paulo. Foi assessora de Cultura Afro-Brasileira da Secretaria de Estado da Cultura do Estado de São Paulo entre 1986-2002.
Em 1986 foi indicada pelo Coletivo de Mulheres Negras de São Paulo a concorrer ao cargo de deputada estadual pelo Partido do Movimento Democrático Brasileiro (PMDB). Porém, não foi eleita. Por indicação do vereador Vital Nolasco, do Partido Comunista do Brasil (PC do B), recebeu, em setembro de 1993, o título de Cidadã Paulistana.
Na contemporaneidade, há exposição da sua coleção, que conta com livros, revistas, estátuas, quadros, artesanatos, fotografias e correspondências pessoais, na Unidade Especial de Informação e Memória (UEIM) da Universidade Federal de São Carlos, localizada no CECH (Centro de Educação e Ciências Humanas), campus São Carlos.
Thereza Santos faleceu na madrugada de quarta-feira, 19 de dezembro de 2012, aos 82 anos, no Rio de Janeiro, onde vivia há cerca de três anos. Thereza lutava contra um câncer de bexiga e insuficiência renal crônica.

## Obras
- Malunga Thereza Santos: a história de vida de uma guerreira (2008).
- Mulher negra, en coautoría con Sueli Carneiro (1985).
- Mulher negra. Política governmental e a mulher, en coautoría con Sueli Carneiro y Albertina de Oliveira Costa (1985).

## Filmografia
- Uma Aventura, capítulo Uma Aventura na Cidade (2000).
- O Dia do Músico (cortometraje, 1996).
- E As Pílulas Falharam (1976).
- Mulheres de Areia (telenovela, 1973).
- Signo da Esperança (telenovela, 1972).
- A Fábrica (teleserie, 1971).
- Cleo e Daniel (1970).
- Nino, o Italianinho (telenovela, 1969)
- Orfeo negro (1959).
- Obrigado, Doutor (1948).
- O Cortiço (1945).